# Val van het West-Romeinse Rijk
Met de Val van het West-Romeinse Rijk bedoelt men de afzetting van de laatste West-Romeinse keizer Romulus Augustulus op 4 september 476 door Odoaker. Hier gingen twee eeuwen aan vooraf waarin de keizers hun greep op steeds meer gebieden verloren, het rijk al geplunderd was door verschillende volkeren en generaals van zowel Romeinse als Barbaarse afkomst al meerdere marionettenkeizers op de troon hadden gezet. De afzetting van de laatste keizer wordt dan ook vaak gezien als een symbolisch einde van het eens zo machtige Romeinse Rijk waar allang niet meer veel van over was. Het keizerlijke hof was toen al in Ravenna gevestigd omdat dit beter te verdedigen was. De val van het West-Romeinse rijk luidde het begin van de middeleeuwen in.

## Wat eraan voorafging

### Pax Romana
Dat de stad Rome zo'n groot gebied wist te veroveren was te danken aan een uiterst gedisciplineerd, goed getraind en efficiënt leger. Deze legioenen waren bereid om te vechten tot de dood. De periode van 27 v.Chr. tot 180 na Chr. worden gezien als het Pax Romana waarin het rijk zijn grootste omvang had en de Romeinse keizers ook daadwerkelijk gezag hadden in het rijk. In deze periode was er weliswaar sprake van dictatuur maar het was er relatief veilig (stadsmuren waren op veel plaatsen niet nodig) en de handel binnen het rijk kon ongestoord plaatsvinden.

### Crisis van de derde eeuw

Het verdeelde Romeinse Rijk in 271 n.Chr.: Het Gallische keizerrijk in het groen en het Palmyreense Rijk in het geel.

Na de Pax Romana volgde de late oudheid en dit waren jaren van steeds meer chaos. Steeds vaker vonden staatsgrepen plaats waarbij nieuwe keizers op de troon werden gezet die vrij snel daarna weer werden vermoord. Dit waren de soldatenkeizers, generaals die zichzelf tot keizer lieten kronen. Dieptepunt was het zeskeizerjaar (238) waarin zes staatsgrepen plaatsvonden. De legereenheden die voor deze staatsgrepen werden gebruikt, konden niet voor de grensverdediging worden ingezet. In deze tijd trokken Germaanse stammen de Rijn over en plunderden tot diep in Zuid-Frankrijk. Tegelijkertijd werden de oostelijke gebieden door de Sassaniden belaagd die zelfs kans zagen om keizer Valerianus I gevangen te nemen die tot zijn dood aan het hof van de Sassanidische koning Sjapoer I werd vernederd.
Uiteindelijk viel het Romeinse Rijk in drie delen uit elkaar: Van 260 tot 274 scheidden het Gallische keizerrijk en het Palmyreense Rijk zich af. Deze periode ging de geschiedenis in als de crisis van de derde eeuw. Keizer Aurelianus wist deze gebieden te heroveren maar grote delen zouden altijd onveilig blijven. De castella langs de Rijn en de overige Germaanse grenzen werden vanaf dat moment niet meer bemand. Economisch zou het rijk steeds meer verzwakken en geplaagd worden door inflatie.

### Decentralisatie en splitsing

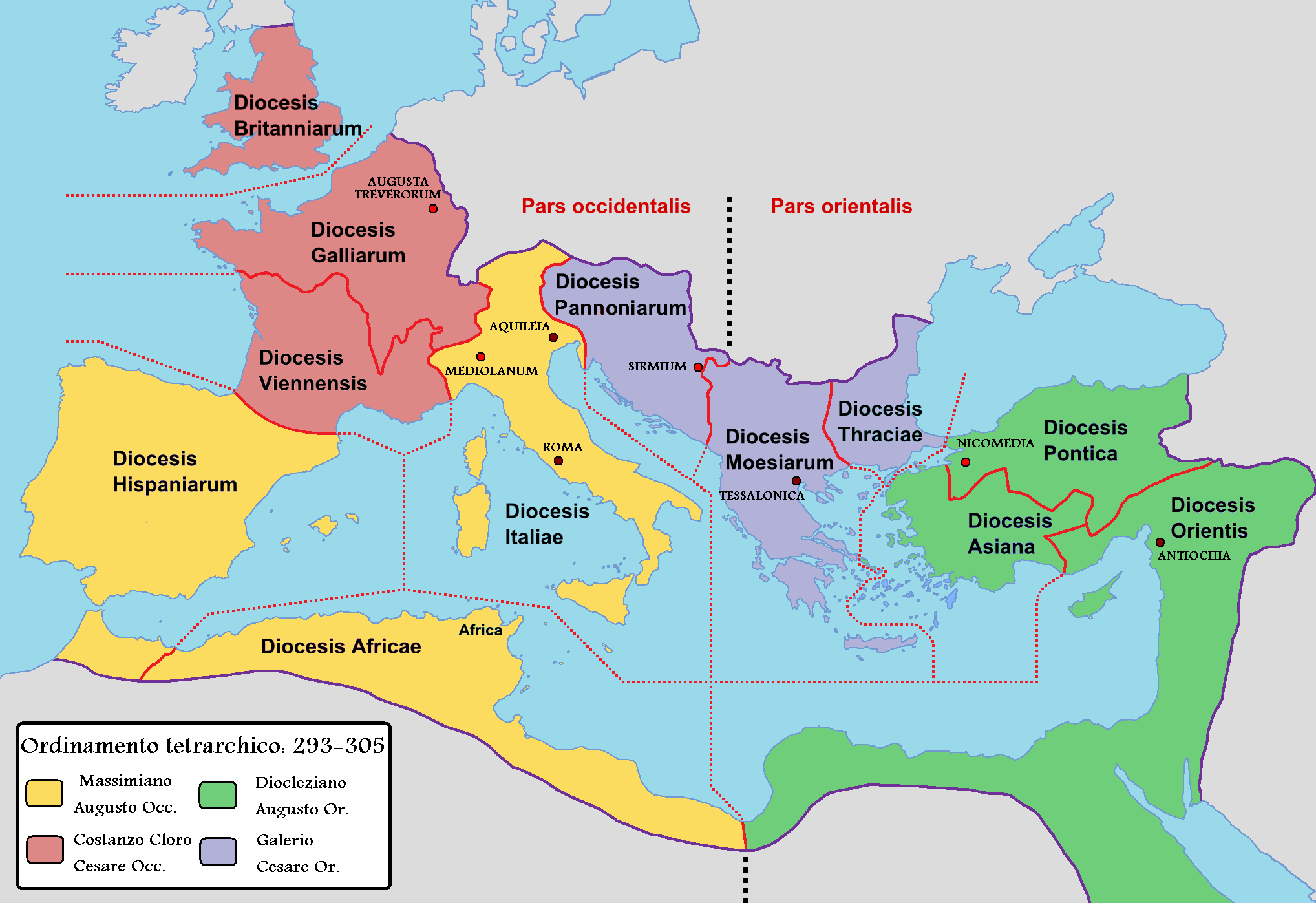
De vier prefecturen zoals ingesteld door Diocletianus. Elke prefectuur werd verdeeld in drie diocesen die weer uit provincies bestond. De rode en gele prefecturen en een deel van de paarse prefectuur zouden later het West-Romeinse Rijk gaan vormen.

Onder Diocletianus werd het bestuur gedecentraliseerd. Eerst werd het rijk in 285 in een oostelijk en westelijk deel gesplitst en later in 293 in vier prefecturen verdeeld. Dit heette de tetrarchie. Diocletianus bleef de belangrijkste keizer, en absoluut de baas, maar naast hem regeerden nog een medekeizer en twee onderkeizers, allemaal over een ander deel van het rijk. Vanaf dat moment was Rome ook niet meer de bestuurlijke hoofdstad maar waren er vier andere bestuurlijke steden. Verder werd het aantal provincies verdubbeld om te voorkomen dat een gouverneur te veel macht zou krijgen. De crisis van de derde eeuw en de latere bestuurlijke splitsingen van het rijk worden weleens gezien als het begin van het einde omdat het rijk steeds minder een eenheid werd.
Keizer Constantijn de Grote (regeerde van 306 tot 337) nam twee belangrijke besluiten. Hij hervormde het Romeinse leger. Tot die tijd was het leger vooral actief aan de grenzen. Constantijn besloot dat het leger gesplitst moest worden in een grensleger en een mobiele reserve die overal in het rijk snel ingezet moest kunnen worden. Hij verkleinde het leger om op die manier de kans op staatsgrepen te verkleinen. Ook besloot hij dat Rome had afgedaan als hoofdstad en liet in 330 een nieuwe hoofdstad bouwen genaamd Roma Nova (later Constantinopel geheten). Deze stad lag in het economische zwaartepunt van het rijk en was strategisch gelegen.
Theodosius I was de laatste keizer die alleen over het hele Rijk heerste. Na zijn dood in 395 werd het Romeinse Rijk definitief opgesplitst in het Oostelijk en Westelijk Rijk. Destijds werd die splitsing nog als iets administratiefs ervaren maar beide delen zouden al snel als aparte landen gaan functioneren.

### Volksverhuizing

Volksverhuizingen tussen 100 en 500 na Chr. De kaart geeft ook de splitsing weer tussen het West- en Oost Romeinse Rijk. De Goten splitsten zich in de Visigoten (die in 410 Rome plunderden) en de Ostrogoten.

In de vierde eeuw kwam de Grote Volksverhuizing op gang. Dit werd veroorzaakt door de Hunnen, een nomadisch ruitervolk uit Centraal-Azië. Zij veroverden en plunderden zich een weg naar het westen en dreven op die manier andere volkeren voor zich uit.
De Goten werden als eerste opgedreven en vluchtten vanuit het huidige Rusland naar wat nu Bulgarije heet. Dit leidde tot een oorlog met de Romeinen, de Gotische Oorlog. Toen er een bestand werd getekend mochten deze Goten zich in het rijk vestigen maar met behoud van autonomie en een eigen leger. 
In 395 kwamen de Goten binnen het rijk in opstand en kozen Alarik I als leider. De opstand van Alarik duurde tot 398 en hij zou grote delen van het rijk plunderen en zich op andere momenten juist weer als bondgenoot van de keizer opstellen.
Een andere groep Goten buiten het rijk onder leiding van Radagaisus probeerde samen met Vandalen en Alanen tevergeefs het rijk binnen te komen in 405. Deze Gotische invasie werd met veel moeite gestopt door Stilicho. De Rijnoversteek door Vandalen, Alanen en Bourgonden in Gallië een jaar later was wel succesvol.
In 408 na de moord op de legerleider Stilicho liep een groot deel van de Germaanse huurlingen in het Romeinse leger over naar dat van Alarik. Hierdoor beschikten de Romeinen niet meer over een sterk zelfstandig leger, en werd het steeds afhankelijker van de hulptroepen. Alarik kon daardoor gemakkelijk naar Rome optrekken en zou deze stad herhaaldelijk bedreigen en uithongeren om zo steeds een flinke som goud en alle Germaanse slaven op te eisen. Ook wist hij na onderhandeling met de senaat Attalus als marionettenkeizer te benoemen. In 410 werd Rome geplunderd door de troepen van Alarik. Rome was toen al geen bestuurlijk centrum meer, het keizerlijke hof zat al lang in Ravenna, maar de symbolische betekenis van de plundering was groot.
De Vandalen en Alanen die eind 405 of 406 samen met de Alanen in Gallië het rijk binnendrongen konden ongestoord plunderend door het rijk trekken naar Spanje. Een generatie later onder leiding van Geiserik namen ze in 439 de Romeinse provincie Africa Proconsularis in en riepen Carthago uit tot hoofdstad. Dit was een catastrofaal verlies aangezien Rome afhankelijk was van de jaarlijkse graanleverantie uit deze streek. Carthago was ook de tweede stad van het Romeinse Rijk. Geiserik veroverde later Sicilië, Sardinië, Corsica en de Balearen. In 455 plunderde hij Rome. In 460 werd een vloot op pad gestuurd om Geiserik te verslaan maar deze vloot werd verslagen. In 468 werd ditmaal een grote gecombineerde vloot van zowel het Oost- als West-Romeinse Rijk op Carthago afgestuurd maar Geiserik wist hen te verrassen en wederom te verslaan.

### Invasie van de Hunnen en de laatste keizers
Uiteindelijk zouden ook de Hunnen zelf het Romeinse Rijk binnentrekken. Onder leiding van Attila de Hun plunderden zij de Balkan en wisten zij twee slagen met het Oost-Romeinse leger te winnen waarna de Oost-Romeinen hem afkochten. In juni 451 versloeg de Romeinse commandant Aetius, in alliantie met de Visigoten, Franken, Bourgondiërs en Saksen, Attila op de Catalaunische velden (ten oosten van Parijs), maar al in 452 vielen de Hunnen Italië binnen. Alleen de onverwachte dood van Attila in 453 en de ineenstorting van zijn stammenunie hebben het Westen gered van de dreiging van de Hunnen.
Andere Germaanse volkeren die het West-Romeinse Rijk binnendrongen waren de Angelen en Saksen die Britannia binnenvielen en de Franken die Gallië binnendrongen. Een andere groep waren de Bagaudae. Dit waren Romeinse boeren en stedelingen die door de Germaanse invasies ontheemd waren geraakt en aan het plunderen sloegen. In de loop van de vijfde eeuw kregen zij grote delen van Gallië en het Iberisch Schiereiland onder controle.
Vanaf 456 was Ricimer de baas in het Romeinse Rijk. Hij was opperbevelhebber (Magister militum) van het leger maar door zijn Suebisch-Visigotische afkomst kon hij geen keizer worden. Om deze reden benoemde hij steeds nieuwe marionettenkeizers tot hij in 467 gedwongen werd de Oost-Romeinse generaal Anthemius als keizer boven zich te dulden. Uiteindelijk zou Ricimer in 472 Rome belegeren, met Germaanse troepen onder bevel van Odoaker, om Anthemius te kunnen doden. Ricimer stierf zes weken later. Hierna volgden nog enkele keizers en marionettenkeizers die steeds snel weer werden vervangen.

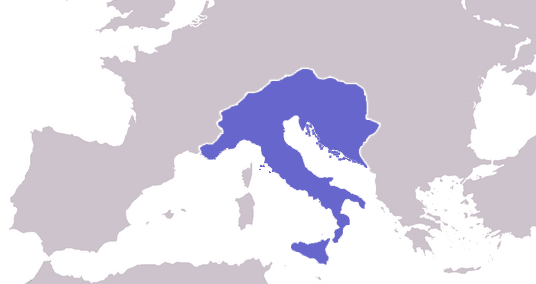
Het Ostrogotische Rijk, gesticht door Theodorik de Grote.

Odoaker die opgegroeide aan het hof van Atilla maar zelf geen Hun was, werd rond 470 aanvoerder van de Germaanse troepen binnen het Romeinse leger. In 476 trok hij alle macht naar zich toe en liet de laatste keizer, de veertienjarige Romulus Augustulus, afzetten. Hij stuurde de regalia van Romulus Augustulus naar Constantinopel waar de jongeman nog enkele tientallen jaren in luxe zou leven. Omdat Odoaker geen Romein was, kon hij zelf geen legitieme keizer worden. Bovendien was van het West-Romeinse Rijk niet veel meer over. Hij besloot zichzelf tot koning te kronen van het koninkrijk Italië dat eigenlijk een vazalstaat was van het Oost-Romeinse Rijk. 17 jaar later, in 493, veroverde Theodorik de Grote in opdracht van de Oost-Romeinse keizer Zeno en zijn opvolger Anastasius Italië en stichtte het Ostrogotische Rijk. Dit rijk zou tot 553 blijven bestaan waarna het tijdens de Gotische Oorlog door de Oost-Romeinse generaals Belisarius en Narses werd heroverd in opdracht van keizer Justinianus I.

## Na de val
De afzetting van de laatste keizer betekende geen directe breuk met het verleden, maar was het vooral op institutioneel gebied: er was geen keizer meer in het West-Romeinse Rijk. De nieuwe Germaanse inwoners namen veel gronden en bezittingen van de oorspronkelijke bevolking over. Tegelijkertijd hadden ze geen plan over hoe de samenleving ingericht moest worden en hadden ze bewondering voor de Romeinse samenleving. In de woorden van Pirenne was er sprake van een ware assimilatie. Het gevolg was dat de maatschappij redelijk door kon functioneren, de ambtenaren vaak gewoon aanbleven en de Romeinse aristocratie zich soms wist te handhaven. De Romeinse senaat bleef zelfs tot in de zevende eeuw doorvergaderen.
In West-Europa begonnen nu de middeleeuwen. De armoede en politieke instabiliteit namen toe. De Rooms-Katholieke Kerk nam een groot deel van het gezag over, o.a. door zich te beroepen op de Donatio Constantini, een vervalst document waarin Keizer Constantijn de Grote het gezag over Europa overgedragen zou hebben aan de kerk.
Er volgde nu een eeuwen vergende langzame samensmelting van de Romeins-Griekse en Germaans-Keltische beschavingen. Ter vergelijking, bij de verovering van Constantinopel in 1453 door de Ottomanen betekende dit voor de territoriale restanten van het Oost-Romeinse Rijk wel een complete breuk met het verleden en het begin van een nieuw tijdperk. Na de val van Ravenna bleven nog voor een paar jaar enkele gebieden onder West-Romeins gezag namelijk de provincie van Dalmatië en het het Rijk van Syagrius. Na de dood van Julius Nepos in 480 en de dood van Syagrius in 487 was het definitief gedaan met het West-Romeinse Rijk.

## Oorzaken
Waarom het West-Romeinse Rijk gevallen is en het Oost-Romeinse Rijk het nog zo lang heeft uitgehouden, is nog steeds onderwerp van debat onder historici. Het Oost-Romeinse Rijk heeft het als Byzantijnse Rijk tot 1453 volgehouden. En dat terwijl beide rijken naast verschillen toch ook veel overeenkomsten hadden.
Achter de val van Rome ontwaren auteurs vaak de vraagstukken waarvoor ze willen waarschuwen in hun eigen tijd.
De Britse achttiende-eeuwse historicus Edward Gibbon stelde dat de Romeinen hun vechtlust en plichtsbesef langzaamaan verloren. Hij wees het Christendom aan als oorzaak. Door hun nieuwe religie waren de Romeinen pacifistisch geworden en steeds minder bereid te vechten. Zodoende moest het leger steeds vaker gebruik maken van huurlingen. Daarnaast wijst hij de pretoriaanse garde aan als boosdoener die steeds vaker betrokken was bij staatsgrepen en daarmee het rijk destabiliseerde.
De Duitse historicus Alexander Demandt repertorieerde in een van zijn boeken 210 factoren die als oorzaak genoemd zijn.
Een aantal mogelijke oorzaken (waar ook veel verschil in inzicht over is) zijn:
- De komst van de Hunnen die een massale volksverhuizing in gang zetten. Mogelijk was het West-Romeinse Rijk veel langer blijven bestaan als dit niet was gebeurd.[1]
- De crisis van de derde eeuw was mogelijk een klap die het rijk nooit meer te boven is gekomen en het begin van een langdurig aftakelingsproces. Het had ook niet veel gescheeld of het rijk was in die tijd al uit elkaar gevallen.[1]
- Het steeds zwakkere leger. Historici zijn het er niet over eens of het leger nog slagvaardig was na de crisis van de derde eeuw. Vaak wordt gesteld dat het leger langzaamaan verzwakte en de grensbewaking van het rijk steeds slechter werd. Met name de noordgrens aan de Rijn. Andere historici stellen weer dat het leger tot ongeveer 400 na Chr. nog steeds sterk was. Het leger was echter niet beschikbaar op de cruciale momenten. Mogelijk was de hervorming van het leger door Constantijn de Grote al het begin van het einde. Vanaf het eind van de 4e eeuw werd recrutering een steeds groter probleem. Vanaf die tijd bestond het leger steeds meer uit ingehuurde Germanen en Hunnen of slaven die vrijheid in het vooruitzicht werd gesteld.[1]
- Het christendom. Het christendom draagt meer een boodschap van pacifisme in zich dan dat het oproept tot strijd en verdediging. Mogelijk heeft dit de slagkracht van het leger ondermijnd.[1] Dit is de belangrijkste stelling van Edward Gibbon.
- De splitsing in het oostelijke en westelijke deel. Historici zijn het er niet over eens of het rijk misschien te groot was en daardoor sowieso niet effectief te verdedigen was of dat het juist een eenheid had moeten blijven om effectief verdedigd te kunnen worden. Wel is het zo dat na de splitsing het westelijke deel er op tal van gebieden slechter voor stond dan het oostelijke.[1]
- De economie. Het Romeinse Rijk werd na het Pax Romana steeds meer geplaagd door inflatie. Mogelijk waren de meeste keizers sowieso niet geïnteresseerd in het voeren van een economisch beleid. Daar is in elk geval weinig over bekend. Ook viel de handel binnen het rijk steeds verder stil. Door de slechte economische situatie was het steeds moeilijker het leger te financieren. Het oostelijke deel was rijker dan het westen en de welvaart was er ook beter verdeeld.[1]
- Transformatie van republiek naar dictatuur. Van 509 tot 27 v. Chr. was het rijk een republiek daarna werd het een keizerrijk. (Eerst het principaat daarna het dominaat). In het begin ging dit nog redelijk goed maar latere Keizers moesten steeds meer energie steken in het bestrijden van hun tegenstanders en het voeren van burgeroorlogen. Hierdoor was er minder geld voor het landsbestuur en het onderhoud van het leger en werd het bestuur ook steeds meer verwaarloosd.
- De geografische ligging. In tegenstelling tot het Oost-Romeinse Rijk waren de buitengrenzen van het West-Romeinse Rijk moeilijker te verdedigen. Het West-Romeinse Rijk werd grotendeels begrensd door rivieren terwijl het Oost-Romeinse Rijk door bergen werd afgeschermd. De stad Constantinopel lag ook nog eens op een strategisch plek om de westelijke ingang te blokkeren. Deze stad had zulke sterke muren dat deze niet in te nemen was.[1]
- Het westen als makkelijkere prooi. De verschillende volkeren die het West-Romeinse Rijk onder de voet liepen hadden ook graag het Oosten onder handen genomen maar bleken hier niet toe is staat. Zowel Alarik als Atilla de Hun kwamen naar Constantinopel maar besloten dat een aanval kansloos was. Het westen was gewoon moeilijker te verdedigen en daardoor een veel logischere prooi. Het Oost-Romeinse Rijk offerde alleen de Balkan op.[1]
- Verschillende tegenstanders. Het Oost-Romeinse Rijk had met name last van de Sassaniden. Hier werd ook oorlog mee gevoerd maar dit leidde tot een vredesverdrag. De Sassaniden waren een geduchte tegenstander maar hier waren wel makkelijker afspraken mee te maken. Het West-Romeinse Rijk had te maken met vele tegenstanders die ze niet allemaal met verdragen op afstand konden houden.[1]
- Corruptie, staatsgrepen en burgeroorlog. De laatste twee eeuwen van het West-Romeinse Rijk worden gekenmerkt door steeds ergere corruptie en burgeroorlogen tussen rivaliserende troonpretendenten. Dit is ten koste gegaan van het bestuur en de verdediging van het rijk. Een mooi voorbeeld is de legeraanvoerder Flavius Claudius Constantinus die verantwoordelijk was voor de provincie Britannia die met zijn troepen naar Rome kwam om zich tot keizer Constantijn de derde te laten kronen. Vanaf dat moment viel Britannia niet meer onder de controle van het Rijk. Deze machtsstrijden die soms wel tientallen jaren duurden, zorgden ervoor dat er in zo'n periode geen effectief gezag was in het rijk. Dit soort problemen speelden ook tijdens de Pax Romana en in het latere Oost-Romeinse Rijk maar wel in mindere mate. Daar staat wel tegenover dat staatsgrepen en burgeroorlogen in alle oude wereldrijken een rol speelden en deze er ook weer bovenop konden komen.[1]
- Afnemende belastinginkomsten. Doordat de keizers langzaam hun greep op grote delen van het rijk verloren, liepen ze ook steeds meer belastinginkomsten mis. Vooral de ontstedelijking droeg daartoe bij.[6] Zonder voldoende inkomsten kon het leger niet op sterkte gehouden worden.[1] Ook de administratie hield geen stand, met bv. de quasi-afschaffing van de belastingdienst door keizer Valentinianus III in 444.